# StG 44
StG 44 (нем. Sturmgewehr 44 — штурмовая винтовка, созданная в 1942 году) — немецкий автомат, разработанный во время Второй мировой войны. Среди автоматов современного типа стал первой разработкой, производившейся массово — было выпущено около 450 тысяч единиц.
От пистолетов-пулемётов (ППШ, MP 40 и других) Второй мировой войны отличается значительно большей дальностью прицельной стрельбы, в первую очередь за счёт использования так называемого промежуточного патрона, более мощного и с лучшей баллистикой, чем пистолетные патроны, используемые в пистолетах-пулемётах. StG 44 стал прототипом для дальнейших разработок перспективных образцов стрелкового оружия как в СССР (Автомат Калашникова), так и в США (М16).

## История создания
История нового автомата началась с разработки фирмой Polte (Магдебург) промежуточного патрона 7,92×33 мм для стрельбы на дистанции до 1000 м, в соответствии с требованиями, выдвинутыми HWaA (Heereswaffenamt — Управление вооружений вермахта). В 1935—1937 годах были проведены многочисленные исследования, в результате которых первоначальные тактико-технические требования HWaA к конструкции оружия под новый патрон были переработаны, что привело к созданию в 1938 году концепции лёгкого автоматического стрелкового оружия, способного одновременно заменить в войсках пистолеты-пулемёты, магазинные винтовки и ручные пулемёты.
Контракты на винтовки, стреляющие патронами 7,92 × 33 мм, были отправлены как Вальтеру, так и Хенелю (чья проектная группа возглавлялась Хуго Шмайссером), которым было предложено представить прототип оружия под названием Maschinenkarabiner 1942 (MKb 42, буквально «машинный карабин»).
18 апреля 1938 года HWaA заключило с Хуго Шмайссером, совладельцем фирмы C.G. Haenel (г. Зуль, Тюрингия), контракт на создание нового оружия. Прототип штурмовой винтовки именовался schwere Maschinenpistole — тяжёлый пистолет-пулемёт, вскоре он получил официально обозначение MKb (нем. Maschinenkarabiner — автоматический карабин). Шмайссер, возглавлявший конструкторскую группу, передал первый опытный образец автомата в распоряжение HWaA в начале 1940 года. В конце этого же года контракт на проведение исследований по программе MKb получила фирма Walther под руководством Эриха Вальтера. Карабин этой фирмы был представлен офицерам отдела артиллерийско-технического снабжения HWaA в начале 1941 года. По результатам стрельб на полигоне в Куммерсдорфе автомат Вальтера показал удовлетворительные результаты, однако доводка его конструкции продолжалась в течение всего 1941 года.
В январе 1942 года HWaA потребовало от фирм C.G. Haenel и Walther предоставить по 200 карабинов, получивших обозначения MKb.42(Н) и MKb.42(W) соответственно. 14 апреля 1942 года два образца представлены Гитлеру. К этому моменту фирма «Хенель» уже завершила изготовление опытной партии из полусотни автоматических карабинов. Фирма «Вальтер» же представила один-единственный экземпляр. В апреле 1942 года 25 винтовок Хенеля передали для испытаний в пехотное училище, дислоцированное в Дёбритце. В июле состоялась официальная демонстрация опытных образцов обеих фирм. По её результатам HWaA и руководство Министерства вооружений остались в уверенности, что доработки автоматов закончатся в самое ближайшее время и уже в конце лета начнётся производство. Планировалось изготовить 500 карабинов к ноябрю, а к марту 1943 года довести ежемесячное производство до 15 000, однако после августовских испытаний HWaA внесло новые требования в тактико-техническое задание, что ненадолго задержало начало производства. По новым требованиям на автоматах должен был быть смонтирован прилив для штыка, а также должна была быть предусмотрена возможность крепления ружейного гранатомёта. В дополнение к этому у фирмы C.G. Haenel возникли проблемы с субподрядчиком, а у Walther — с налаживанием производственного оборудования. В результате, к октябрю не был готов ни один экземпляр MKb.42.
В ноябре 1942 года офицерам генерального штаба продемонстрирован MKb42(H) aufschießend с изменённым затвором. Винтовка имела приклад нового типа, прицел опущен и снабжён металлическим ограждением. В декабре 1942 года пехотное училище в Дёбритце приступило к сравнительным испытаниям MKb42(H) aufschießend и MKb42(W) с Kar.98k. Образец Вальтера офицеры пехотного училища оценили как чрезмерно сложный и чувствительный к фронтовым загрязнениям. Образец Хенеля отличался простой и прочной конструкцией, лёгкой сборкой и разборкой, длинной линией прицеливания, который впоследствии и стал прообразом/предшественником MP 43/44 (StG-44)
Производство автоматов росло медленно: в ноябре 1942 года Walther изготовил 25 карабинов, а в декабре — 91 (при планировавшемся ежемесячном производстве 500 штук). Но благодаря поддержке Министерства вооружений фирме Haenel удалось решить основные производственные проблемы, и уже в феврале 1943 года план производства был превышен (1217 автоматов вместо тысячи).
Общее количество MKb42(H), произведённых в период с ноября 1942 года по сентябрь 1943 года, составляло 11 833 винтовки. А образцов MKb42(W) изготовлено (до снятия Walther с конкурса в начале 1942 года) всего около 200 штук, и большинство из них осталось на фабрике Вальтера до конца войны.
Некоторое количество MKb.42 приказом министра вооружений Альберта Шпеера отправилось на Восточный фронт для прохождения войсковых испытаний. В ходе испытаний было выявлено, что более тяжёлый MKb.42(Н) хуже сбалансирован, но надёжнее и проще конкурента, поэтому HWaA отдало своё предпочтение именно конструкции Шмайссера, однако потребовало произвести в ней некоторые изменения:

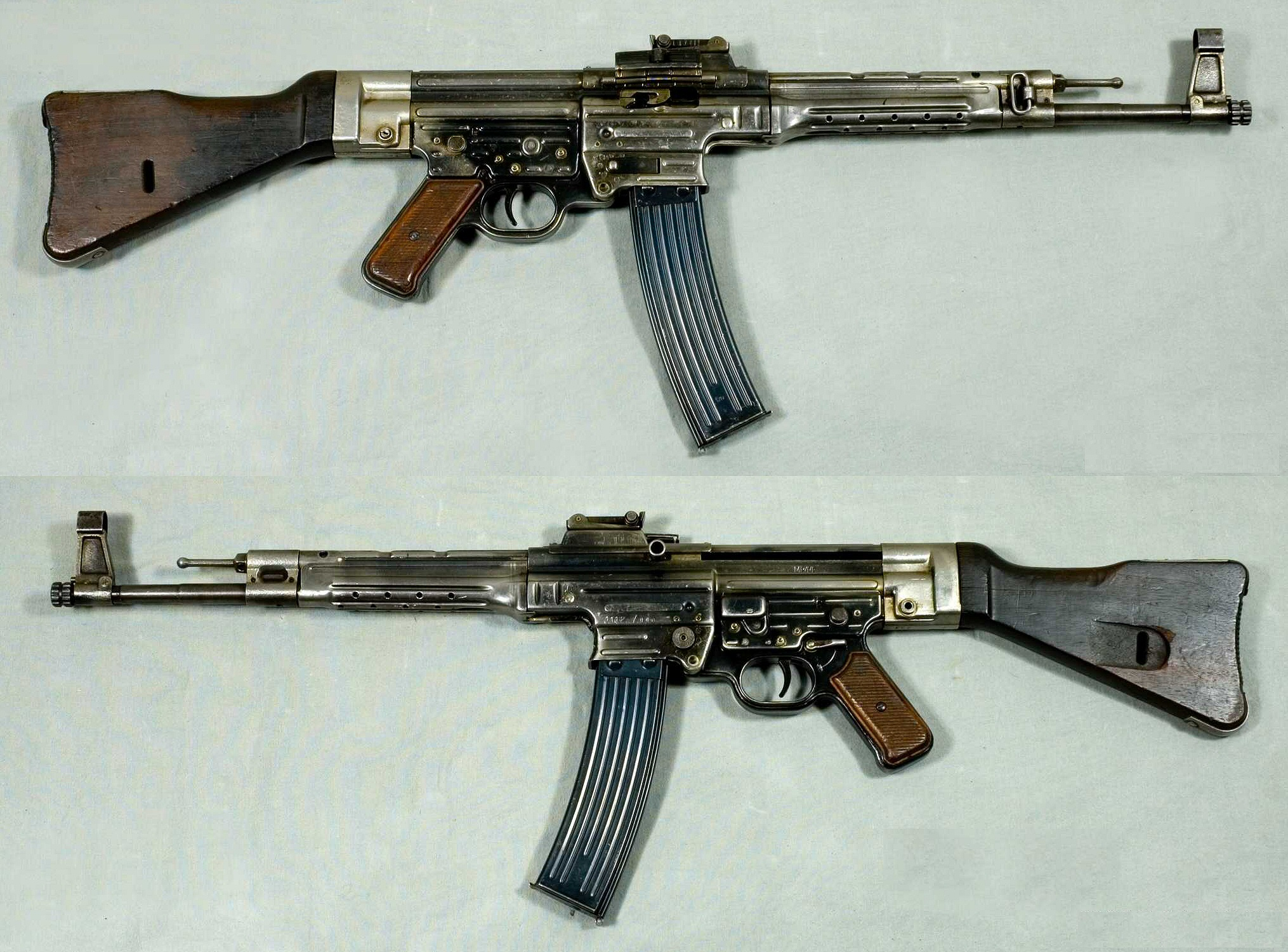
MP44 (Sturmgewehr 44) в шведском армейском музее

- заменить УСМ на курковую систему Вальтера, надёжную и обеспечивающую бо́льшую кучность боя одиночными выстрелами[1]
- изменить конструкцию шептала[1]
- установить флажковый предохранитель вместо предохранения путём ввода рукоятки перезаряжания в поперечный паз ствольной коробки, привычного по пистолет-пулемётам MP 38/40[1]
- укоротить трубку газовой камеры[1]
- заменить окна большого сечения для выхода остаточных пороховых газов из трубки газовой камеры на 7-мм отверстия для повышения надёжности оружия при эксплуатации в сложных условиях[1]
- ввести технологические изменения в затворе и затворной раме с газовым поршнем[1]
- изъять направляющую втулку возвратно-боевой пружины[1]
- упразднить прилив для штыка вследствие пересмотра тактики использования автомата и принятия на вооружение гранатомёта Gw.Gr.Ger.42 с иным способом крепления на стволе[1]
- упростить конструкцию приклада[1]

Помимо Вальтера, у карабина Хенеля были и другие конкуренты. В 1942 году Люфтваффе заказало разработку винтовки по собственным требованиям под штатный винтовочный патрон. Поскольку армия была заинтересована в унификации боеприпасов к стрелковому оружию, были назначены сравнительные испытания систем MKb42(H) и Fallschirmjägergewehr. Однако из-за производственных проблем, связанных с изготовлением FG42, испытания не состоялись. Также в январе 1943 года завершена разработка полуавтоматической винтовки Gewehr 43.
В начале 1943 года наименование оружия MKb42(H) aufschießend поменяли на Maschinenpistole — MP 43A. К тому времени конструкция Вальтера была снята с конкурса, а конструкция Хенеля претерпела существенные изменения в части затвора. В апреле 1943 года был разработан MP 43B. Летом 1943 года обозначение вновь сменили на MP 43/1 и MP 43/2 соответственно. Серийное производство автоматов MP 43/1 началось в июне 1943 года и продолжалось до декабря 1943 года, когда приоритет отдали выпуску улучшенного MP 43. Всего изготовили около 14 тыс. экземпляров MP 43/1.
К осени 1943 года конструкция MP 43/1 была несколько изменена так, чтобы его можно было комплектовать стандартным винтовочным гранатомётом, разработанным для карабина Kar.98k. MP 43/1 легко отличим по «прямому» стволу и квадратному основанию мушки. В ходе модификации в передней части ствола сделали уступ, изменили форму основания мушки. Версия со «ступенчатым» стволом стала именоваться MP 43. В дальнейшем конструкция оружия почти не менялась вплоть до окончания Второй мировой войны.
Благодаря Шпееру модернизированный автомат принимается на вооружение осенью 1943 года под обозначением МР 43 (нем. Maschinenpistole 43 — пистолет-пулемёт 43 года). Подобное обозначение служило своеобразной маскировкой, поскольку Гитлер не желал производить оружие нового класса, опасаясь, что на военных складах окажутся миллионы устаревших патронов для винтовок и ручных пулемётов.
В сентябре на Восточном фронте 5-я танковая дивизия СС «Викинг» провела первые полномасштабные войсковые испытания МР 43. Было установлено, что новый карабин является эффективной заменой пистолетам-пулемётам и магазинным винтовкам, увеличившей огневую мощь пехотных подразделений и снизившей необходимость использования ручных пулемётов.
Гитлер получил множество лестных отзывов о новом оружии от генералов СС, HWaA и лично Шпеера, в результате чего в конце сентября 1943 года появилось распоряжение о начале массового производства МР 43 и его принятии на вооружение. В декабре 1943 года Управление вооружений и фирма «Хенель» обсуждали окончательную конструкцию MP 43. По результатам дискуссий в конструкцию изделия внесли ряд изменений, в частности, усилили газовую камеру и снабдили её цилиндрическим колпачком с шайбой Гровера, что упростило разборку/сборку оружия. Тогда же отказались от направляющих для крепления оптического прицела ZF41. К концу февраля 1944 года удалось собрать всего 22 900 пистолетов-пулемётов MP 43/1 и MP 43.
6 апреля 1944 года верховный главнокомандующий издал приказ, где название МР 43 было заменено на МР 44, а в октябре 1944 года оружие получило четвёртое и окончательное название — «штурмовая винтовка» sturmgewehr — StG 44. Считается, что это слово изобрёл сам Гитлер в качестве звучного имени для нового образца, которое можно было бы использовать с целью пропаганды. При этом в конструкцию самого автомата изменений не было внесено.
Сборочные предприятия в первую очередь использовали для производства штурмовых винтовок детали из заделов, поэтому на оружии выпуска 1945 года встречается маркировка MP 44, хотя обозначение уже было изменено на StG 44. В общей сложности произвели 420—440 тысяч экземпляров MP 43, MP 44 и StG 44. Помимо C.G. Haenel, в производстве StG 44 также участвовали предприятия Steyr-Daimler-Puch A.G. Erfurter Maschinenfabrik (ERMA) и Sauer & Sohn. StG 44 поступали на вооружение отборных частей вермахта и Ваффен-СС, а после войны стояли на вооружении казарменной полиции ГДР (1948—1956 годы) и ВДВ армии Югославии (1945—1950 годы). Производство копий данного автомата было налажено в Аргентине компанией FMAP-DM под обозначением CAM 1, кроме того, предприятием CITEFA на базе StG44 было разработано несколько прототипов автомата. Также в 1950—1965 годах StG 44, поставленные Чехословакией, состояли на вооружении сирийской армии. В 2012 году по меньшей мере несколько тысяч автоматов, в своё время снятых с вооружения регулярных войск, оказалось в руках сирийской оппозиции, которая весьма активно их применяет.
Из-за проблем с монтажом гранатомётов и оптических прицелов штурмовая винтовка не могла полностью заменить Kar.98k. К тому же дефицит укороченных патронов ощущался на протяжении всей войны. Так в рапорте высшего командования сухопутных войск от 16.06.1944 говорилось, что MP 44 станет стандартным оружием пехоты только в случае решения проблемы с боеприпасами. Вплоть до лета 1944 года штурмовые винтовки встречались на фронтах в весьма небольших количествах (в основном в Ваффен СС), массово подобное оружие применяли на заключительном этапе войны. Поэтому эти автоматы хоть и осуществили значительный вклад в военное и конструкторское дело, но переломной роли в сдерживании натиска союзных армий антигитлеровской коалиции не сыграли.

### Боевое применение и вклад в войну
По идее немецких военных, новая штурмовая винтовка должна была повысить эффективность немецкого солдата на поле боя. Отчасти это было правдой. StG 44 вобрали в себя скорострельность пистолетов-пулемётов и точность винтовок. Первые бои с массовым применением данной винтовки начались в марте 1944 года. Элитные батальоны СС получили первые партии оружия, и в первых же боях была показана их большая эффективность. Но потеря значительной части личного состава привела и к потере большого количества винтовок.
Хотя при производстве StG 44 и было задействовано много ресурсов военной промышленности, «штурмгевер» оставался редким оружием. С мая 1944 года, поставки данного оружия на восточный фронт практически прекратились. Пополняли данными винтовками части, располагающиеся в северной Франции. В первую очередь батальоны панцергренадеров и ваффен-СС. На момент высадки англо-американских войск в Нормандии, примерно 16 % боевых частей Вермахта во Франции были оснащены новыми штурмовыми винтовками. В боях на Западном фронте немецкие части подбирали винтовки убитых солдат. Это было продиктовано приказами от командиров подразделений для экономии боевого ресурса армии.[уточнить]
С сентября 1944 года, винтовки начали вновь поступать на Восточный фронт. StG 44 были массово задействованы при обороне важных для рейха городов в составе штурмовых подразделений. Сами винтовки производились до 28 апреля 1945 года. В ходе битвы за Берлин, некоторые немецкие солдаты были вооружены прототипами нового StG 45(M).
По итогу, при всех своих неоспоримых преимуществах StG 44, как и многие другие перспективные и передовые образцы немецкого вооружения и техники появившиеся к концу войны, не смогла стать чудо-оружием, способным кардинально изменить ситуацию и повлиять на ход войны в целом, оно не часто встречалось на поле боя. Но впоследствии данное оружие внесло огромный вклад в развитие оружейной отрасли, став прототипом для дальнейших разработок перспективных образцов стрелкового оружия как в СССР (Автомат Калашникова), так и в США (М-16).

### Послевоенные разработки
Всего до конца войны было изготовлено порядка 450 000 экземпляров StG 44. В послевоенное время «штурмгевер» использовался Народной полицией ГДР, армией и полицией ФРГ, Франции, Швейцарии, скандинавских стран, вооружёнными силами Чехословакии и воздушно-десантными войсками Югославии.
В октябре 1945 года немецкий конструктор стрелкового оружия и создатель StG-44 Хуго Шмайссер и ряд других немецких оружейников в принудительном порядке были вывезены в СССР и привлечены к работе в так называемой «технической комиссии» Красной армии. Задачей комиссии был сбор информации о состоянии разработок новейшего немецкого оружия, чтобы использовать эти наработки в производстве советского оружия. Шмайссер с большой группой других немецких конструкторов был отправлен в Ижевск (один из центров советской оружейной индустрии), группа работала в оружейном КБ завода «Ижмаш». Кроме Шмайссера, в СССР были привезены такие известные немецкие оружейники, как Виктор Барнитцке (нем. Viktor Barnitzke, главный конструктор оружейной фирмы Густлофф-Верке), Оскар Шинк (нем. Oscar Schink, заместитель Барнитцке в фирме «Густлофф-Верке»), Вернер Грюнер (нем. Werner Grüner, специалист по обработке листового металла фирмы «Metall- und Lackwarenfabrik Johannes Großfuß», известный как один из основных разработчиков массового производства пулемётов MG 42) и многие другие.
В 2016 году американская оружейная компания Hill & Mac Gunworks из города Альфаретта, Графства Фултон, штат Джорджия, США, на выставке NRA 2016 продемонстрировала публике прототипы самозарядных карабинов, сходных с внешним обликом StG 44 и повторяющие систему автоматики этого оружия. По планам Hill & Mac Gunworks, покупателями их карабинов станут любители оружия, желающие приобрести реплику StG 44 по доступной цене.

## Описание конструкции

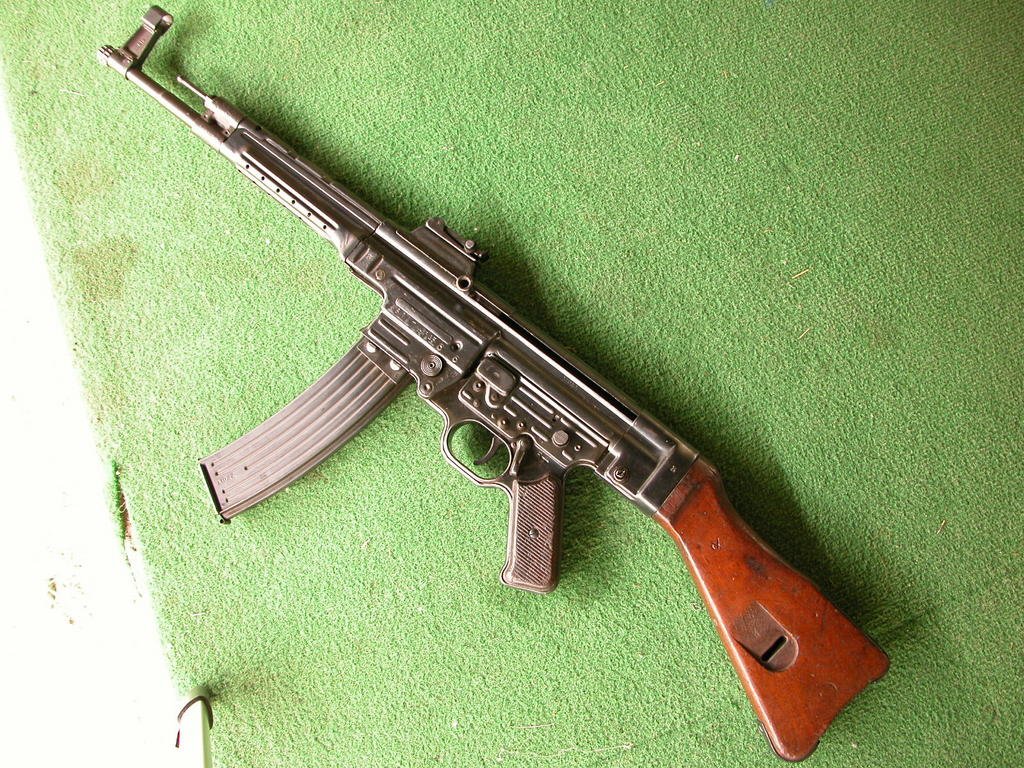
StG 44

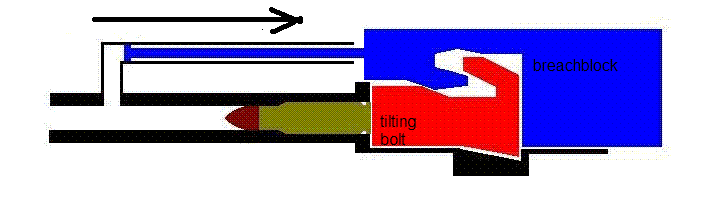
Принцип запирания перекосом затвора (при закрытом затворе). Затвор выделен красным цветом, а затворная рама с газовым поршнем и штоком - синим цветом.

Автоматика StG 44 — газоотводного типа с отводом пороховых газов через отверстие в стенке ствола. Запирание канала ствола осуществляется путём перекоса затвора в вертикальной плоскости. Перекос происходит путём взаимодействия наклонных плоскостей на затворе и затворной раме. Газовая камора — без возможности регулирования. Заглушка газовой каморы с вспомогательным штоком откручивается специальной выколоткой только при чистке автомата. Для метания ружейных гранат необходимо было использовать специальные патроны с 1,5 г (для осколочных) или 1,9 г (для бронебойно-кумулятивных гранат) пороховым зарядом. Стандартный вес пороха в патроне 7.92х33 Kurz — 1,57 г. Газовый поршень со штоком объединён со стеблем затвора.
Ударно-спусковой механизм — куркового типа. Спусковой механизм позволяет вести одиночный и автоматический огонь. Переводчик огня расположен в спусковой коробке, а концы его выходят наружу с левой и правой сторон в виде кнопки с рифлёной поверхностью. Для ведения автоматического огня переводчик нужно переместить слева направо на букву «D», а для одиночного огня — справа налево на букву «Е». Автомат снабжён предохранителем от случайных выстрелов. Этот предохранитель флажкового типа находится ниже переводчика огня и в положении у буквы «F» блокирует спусковой рычаг. Возвратная пружина располагается внутри приклада, исключая тем самым возможность простого создания варианта со складным прикладом.
Питание автомата патронами осуществляется из отъёмного секторного двухрядного магазина ёмкостью 30 патронов. Обычно магазины на 30 патронов снаряжали 25 патронами из-за слабости пружин, не всегда обеспечивавших нормальную подачу патронов при полной загрузке магазина. В марте 1945 года в перечень принадлежностей к MP 44 был включён магазин ёмкостью 25 патронов, но вряд ли такие магазины были изготовлены в массовом количестве. В том же марте 1945 года в пехотном училище в Дёбритце был разработан стопор для 30-патронного магазина, ограничивавший его наполнение 25 патронами.
Секторный прицел винтовки позволяет вести прицельный огонь на дальности до 800 м. Деления прицела нанесены на прицельной планке. Каждое деление прицела соответствует изменению дальности на 50 м. Прорезь и мушка — треугольной формы. На винтовке могли быть установлены также оптический и инфракрасный прицелы. Благодаря использованию менее мощных патронов сила отдачи при выстреле была вдвое ниже, чем у винтовки Mauser 98k. Одним из главных недостатков StG 44 была его относительно большая масса — 5,2 кг для автомата с боекомплектом, что на килограмм больше массы Mauser 98k с патронами и штыком. Также нелестных отзывов заслужил неудобный прицел и демаскирующее стрелка́ пламя, вырывающееся из ствола при стрельбе.
Встречались образцы MKb42(H) как с креплением для штыка, так и без него. Все MKb42 и большая часть MP 43/1 снабжались направляющими, предназначенными для крепления оптического прицела. Начиная с MP 43/1 от креплений для штыка отказались. MP 43/1 отличался от MKb42(H) главным образом конструкцией затвора, укороченным каналом отвода газов, изменённой мушкой, пистолетной рукояткой с предохранителем на левой стороне выше селектора переключателя режима ведения огня. Два последних отличия характерны также для MKb42(H) aufschießend.
В процессе серийного производства отказались от пламегасителя, однако узел его крепления сохранили на случай монтажа глушителя. В 1944 году упростили прицел. Некоторые образцы, изготовленные в 1945 году, не имели рёбер жёсткости на корпусе выше магазина.

## Дополнительные приспособления

### Принадлежности и боеприпасы
Комплект принадлежностей к Stg 44 (МР 44) состоял из шести магазинов, машинки для набивки магазинов патронами, ремня, трёх чехлов для ствола, инструмента для отворачивания газовой камеры и снятия ограждения спускового крючка, запасных частей, таких как экстрактор, пружины экстрактора и т. д., пенала с ёршиком на шнурке для чистки ствола, руководства по технической эксплуатации.

### Гранатомёты
От оружия требовалась возможность стрельбы гранатами. Первые модели винтовок имели резьбу на конце ствола, защищённую гайкой, как на пистолетах-пулемётах MP 38 и MP 40. Резьба предназначалась для крепления пламегасителя. Известны фотографии резьбового крепления гранатомётов на стволах MKb42(W), но ненадёжность и бесперспективность конструкции быстро выяснилась.
Адаптация гранатомёта для Kar.98k Gewehrgranatgerät42 оказалась невозможной из-за толщины ствола MP 43/1. Были сконструированы редкие образцы MP 43/1 с уступом на передней части ствола и переделанным пьедесталом мушки, после чего стало возможным крепление на стволе стандартного гранатомёта. Модернизированный вариант винтовки получил обозначение MP 43.
Ассортимент боеприпасов к гранатомёту был, однако шире, чем под гранатомёт винтовки Kar.98k, поэтому пришлось разработать особый вышибной патрон. Так как в автоматическом оружии часть пороховых газов расходовалась на подачу патронов, возникла необходимость в создании специального устройства, создающего необходимое давление на винтовочные гранаты.
В июне 1944 года появились два типа патронов: один с зарядом массой 1,5 грамма под Gewehrsprenggranate (осколочные) и один с зарядом массой 1,9 грамма под Gewehrpanzergranate (бронебойно-кумулятивные). В январе 1945 года решили проблему с автоматикой, в марте и апреле 1945 года MP 44 с Gewehrgranatgerät успешно проходил испытания. Для стрельбы из гранатомёта, однако, требовался специальный прицел, проблему которого разрешить не удалось.

### Приспособления для стрельбы из-за укрытия
С автоматом можно было использовать специальные кривоствольные устройства Krummlauf Vorsatz J (пехотное с углом искривления 30 градусов) или Vorsatz Pz (танковое с углом искривления 90 градусов) для стрельбы из-за окопа и танка соответственно, рассчитанные на 250 выстрелов и ощутимо снижавшие точность стрельбы.

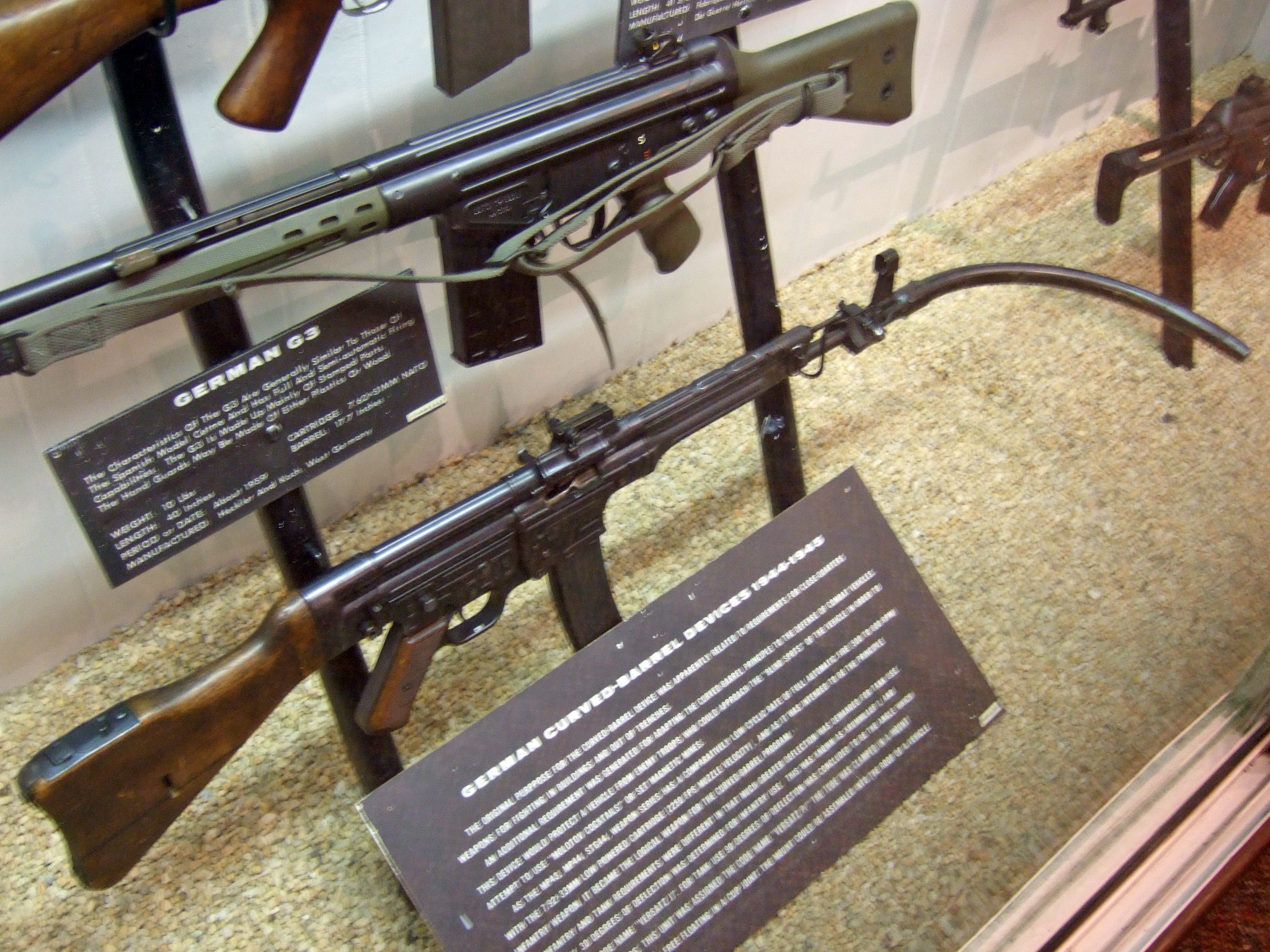
Приспособление Krummlauf («Согнутый ствол») для StG 44 при стрельбе из-за укрытий (1944)

Танки и самоходки обладали значительной «мёртвой зоной», в которой противник не поражался штатным стрелково-пушечным вооружением. Без прикрытия своей пехоты пехота противника легко выводила технику из строя магнитными минами и ручными гранатами, находясь в этих мёртвых зонах.
Решение этой проблемы нашёл полковник Ганс-Йоахим Шаде, глава производственного отдела министерства Шпеера. В конце 1943 года Шаде предложил снабдить ствол пулемёта MG34 кривой насадкой. Как выяснилось, штатный винтовочный патрон 7,92×57 мм обладал слишком большой для искривлённого ствола мощностью. Изготовленные кривые насадки для пулемётов MG34 выходили из строя через сотню-другую выстрелов. Внимание сосредоточили на штурмовой винтовке, в которой использовался патрон 7,92×33 мм.
В июле 1944 года появился первый вариант насадки для штурмовой винтовки. Он представлял собой нарезной ствол с несколькими отверстиями, предназначенными для отвода газов из канала, искривление ствола составляло 90 градусов. Ресурс — 2000 выстрелов. Очевидно, что угол искривления в 90 градусов устраивал экипаж бронетехники, но не пехоту.
27 октября 1944 года были продемонстрированы несколько вариантов насадок. Наиболее пригодным для пехоты устройством посчитали насадку с искривлением 30 градусов. В ноябре-декабре 1944 года различные варианты насадок проходили испытания в пехотном училище в Дёбритце. 24 декабря решили продолжить испытания только 30-градусных насадок, так как 45-градусные очень быстро выходили из строя.
Также была возможность стрельбы винтовочными гранатами с помощью искривлённой насадки. Для стрельбы гранатой вентиляционные отверстия в кривом стволе закрывались особым чехлом, чтобы вышибной патрон обеспечивал требуемое давление газов в кривом канале. Дальность стрельбы оставалась прежней — 250 м, но точность оставляла желать лучшего. Было изготовлено примерно 100—150 насадок Vorsatz J и около 550 насадок Vorsatz Pz.
Deckungszielgerat45 — устройство, предназначенное для стрельбы из штурмовой винтовки из полноценных укрытий. Оно состояло из рамы, на которой двумя защёлками крепился автомат, в нижней части рамы крепился дополнительный металлический приклад с деревянной пистолетной рукояткой. Спусковой механизм рукоятки был связан со спусковым механизмом автомата. Для прицеливания применялись два зеркала, установленные под углом 45 градусов. Подобные устройства были созданы и для Kar.98k, Gewehr 41, Gewehr 43, MG 34.

### Оптические прицелы
На ранних этапах проектирования MKb никак не могли определить роль нового вида стрелкового оружия на поле боя. С правой стороны всех MKb42 были сделаны направляющие, предназначенные для крепления оптического прицела ZF41. Реально оптические прицелы использовались на данном виде оружия только в ходе специальных испытаний, давших отрицательный результат.
В октябре 1943 года в пехотном училище в Дёбритце прошли сравнительные испытания на точность стрельбы MP 43/1 и снайперского варианта G 43. Обе модели были снабжены прицелами ZF4 кратностью 4×, данный прицел был разработан в начале 1943 года. Для установки нового прицела у винтовки MP 43/1 изменили крепление, так как крепление для прицела ZF41 не подходило. Уже после 30 выстрелов, произведённых в автоматическом режиме, юстировка прицела относительно оружия полностью сбивалась. 5 одиночными выстрелами цель поразить не удалось.
Испытания выявили недостаточное качество изготовления прицелов ZF4, а MP 43/1 совершенно не годился для снайперской стрельбы. Однако на все MP 43/1 по-прежнему ставили направляющие для крепления оптического прицела ZF4, хотя сами прицелы в боевой обстановке не использовались никогда. Последние сведения об использовании MP 44 со снайперским прицелом ZF4 относятся к сентябрю 1944 года. Как и прежде, крепления находились с правой стороны оружия. Далее рейхсминистр Шпеер приказал сконцентрировать усилия на улучшении K 43 в качестве снайперского оружия.
StG 44 мог оснащаться ночным инфракрасным прицелом ZG.1229 «Вампир».

## Оценка образца
По результатам изучения в послевоенные годы немецкой «штурмовой винтовки» StG 44 американские военные эксперты посчитали её «оружием, далёким от удовлетворительного» — неудобным, излишне массивным и тяжёлым, с низкой надёжностью, обусловленной легко деформирующейся штампованной из тонкого стального листа ствольной коробкой. Отмечалось, что конструкция оружия создана скорее в расчёте под нужды массового производства, чем из соображения получения образца с высокими тактико-техническими и эксплуатационными свойствами, что, по их мнению, объяснялось тяжёлой для Германии ситуацией на фронтах. Эффективность автоматического огня из StG 44 была признана ими неудовлетворительной, а сам этот режим — излишним для данного оружия ввиду невозможности эффективной стрельбы длинными очередями. При этом отмечались отличная для данного класса точность стрельбы одиночным огнём и простота в обращении с оружием. В качестве образца для сравнения назывался американский карабин М1, причём утверждалось, что он намного совершеннее «штурмгевера».
Тем не менее, следует иметь в виду, что на возникновение такой в целом негативной оценки нового вида оружия в большой степени повлияла тогдашняя американская военная доктрина, признававшая оптимальным пехотным оружием дальнобойную самозарядную винтовку под мощный патрон, дополненную несколькими моделями более лёгких самозарядных карабинов, а также пистолетов-пулемётов в качестве вспомогательного средства для ближнего боя. С этой точки зрения, «штурмовая винтовка» виделась как своего рода неудачный гибрид пистолета-пулемёта и автоматической винтовки, не обладавший ни способностью первого создавать высокую плотность огня на короткой дистанции, ни дальнобойностью последней. Отметив в качестве существенного недостатка «штурмгевера» невозможность ведения эффективного огня длинными очередями, эксперты продемонстрировали недооценку и недостаток понимания роли автоматического оружия такого типа в бою, огонь короткими очередями из которого призван компенсировать неизбежную для стрелка, находящегося в стрессовой ситуации боя, ошибку прицеливания, «накрыв» очередью отдельную цель и тем самым повысив вероятность её поражения хотя бы одной из выпущенных пуль, чего, даже несмотря на сравнительно высокую практическую скорострельность, не позволяло пусть даже идеально точное самозарядное оружие, эффективность которого американскими военными тех лет сильно преувеличивалась. Карабин М1 же, с которым американские эксперты сравнивали «штурмгевер», вообще был сугубо вспомогательным оружием для водителей, артиллеристов, офицеров и так далее, а не основным огневым средством пехоты.
В итоге, можно констатировать факт, что американские специалисты проглядели появление принципиально нового вида пехотного оружия — автомата, мощного огневого средства боя на ближней и средней дистанции, с некоторыми оговорками потенциально способного заменить практически все имевшиеся на тот момент образцы лёгкого стрелкового оружия от пистолета-пулемёта до лёгкого ручного пулемёта, и впоследствии громко заявившего о себе в ходе войны во Вьетнаме.

## На вооружении

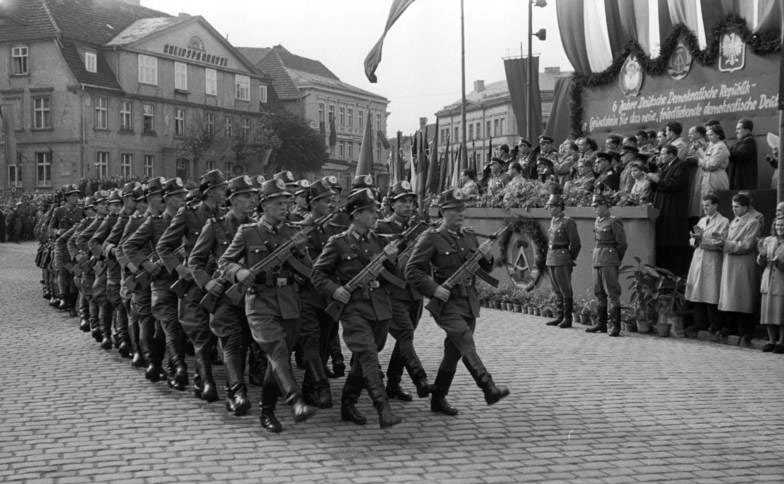
Парад Народной полиции ГДР: служащие с StG 44

- Нацистская Германия: был разработан, производился и применялся вермахтом и СС.
- СССР: трофейные Stg44 использовались РККА во время Великой Отечественной войны, позднее экспортировался в страны социалистической ориентации (Вьетнам, страны Восточной Европы и др.)[источник не указан 1043 дня].
- Аргентина: выпускался небольшими партиями[11] на экспорт (главным образом в Бразилию).
- Венгрия: использовался в конце Второй мировой обеими сторонами и в послевоенные годы[12].
- Вьетнам: некоторое количество образцов состояло на вооружении НФОЮВ[13].
- ГДР: стоял на вооружении Национальной народной армии и Народной полиции примерно до 1970—75 гг. Производились патроны и комплектующие[источник не указан 1043 дня].
- ФРГ: стоял на вооружении казарменной полиции примерно до 1970 г. Производились патроны и комплектующие[источник не указан 1043 дня].
- Сирия: склады в городе Алеппо, на которых находилось около 5 тыс. экземпляров StG 44 были захвачены бойцами антиправительственной оппозиции[14]. Активно использовался повстанцами в ходе гражданской войны[15].
- Ирак: в основном копии турецкого или югославского производства, использовались войсками Саддама Хусейна в Ирано-иракской войне, Кувейтской и во время Иракской войны, несколько партий оружия конфискованы военными США после окончания войны[источник не указан 1043 дня].
- Иран: Ирано-иракская война[источник не указан 1043 дня].
- Литва: некоторое количество использовалось «лесными братьями»[источник не указан 1043 дня].
- Югославия: использовался партизанами и четниками (несколько единиц было захвачено), после войны состоял на вооружении ВДВ Югославской народной армии, выпускался небольшими партиями[16]. Поставлялся на экспорт (в основном на Ближний Восток). Использовался в вооружённых столкновениях в ходе арабо-израильского конфликта[источник не указан 1043 дня].
- Турция: выпускался небольшими партиями, состоял на вооружении, также поставлялся на экспорт.[источник не указан 2551 день]
- Франция: трофейные Stg44 использовались бойцами сопротивления во время Второй мировой войны. Использовался в ВС Франции до 1965—70 гг. Также применялся Французским Иностранным легионом до середины 1970-х — начала 1980-х годов. (заменён на автомат FAMAS)[источник не указан 1043 дня]
- Хорватия: применялся в ходе войны за независимость[источник не указан 1043 дня].
- Чехословакия: захвачены несколько экземпляров участниками чехословацкого сопротивления[17], позднее состоял на вооружении ВДВ Чехословацкой народной армии[18]. Также производился для нужд армии и полиции до 1960—1965 гг.[источник не указан 147 дней] Поставлялся на экспорт.[источник не указан 147 дней]
- Иррегулярные вооружённые формирования по всему миру: различные образцы Stg44 встречаются до сих пор[19].
- Украина: эпизодическое применение в ходе войны на Донбассе[20].